# Statistiche e record dell'Associazione Sportiva Roma
Nella presente pagina sono riportate le statistiche e i record dell'Associazione Sportiva Roma, società calcistica italiana per azioni con sede nella città di Roma.

## Statistiche e record di squadra

### Bilancio incontri
Di seguito il bilancio degli incontri della Roma aggiornato al 26 Maggio 2025.
| Competizione                    | G    | V    | N    | P    | GF   | GS   |
| ------------------------------- | ---- | ---- | ---- | ---- | ---- | ---- |
| Serie A                         | 3109 | 1323 | 918  | 868  | 4591 | 3512 |
| Serie B                         | 38   | 22   | 9    | 7    | 62   | 24   |
| Coppa Italia                    | 347  | 182  | 75   | 90   | 567  | 366  |
| Supercoppa italiana             | 6    | 2    | 1    | 3    | 10   | 10   |
| Coppa Campioni/Champions League | 111  | 41   | 27   | 43   | 148  | 161  |
| Coppa delle Coppe               | 29   | 12   | 9    | 8    | 34   | 24   |
| Coppa UEFA/Europa League        | 186  | 97   | 40   | 49   | 318  | 182  |
| Europa Conference League        | 15   | 10   | 3    | 2    | 33   | 16   |
| Coppa delle Fiere               | 38   | 19   | 9    | 10   | 71   | 47   |
| Coppa dell'Europa Centrale      | 10   | 3    | 2    | 5    | 16   | 25   |
| Coppa Mitropa                   | 5    | 1    | 1    | 3    | 7    | 12   |
| TOTALE                          | 3894 | 1712 | 1094 | 1088 | 5857 | 4379 |

### Partecipazioni

#### Campionati
Di seguito la partecipazione della Roma ai campionati.
| Livello | Categoria           | Partecipazioni | Debutto   | Ultima stagione | Totale |
| ------- | ------------------- | -------------- | --------- | --------------- | ------ |
| 1º      | Divisione Nazionale | 3              | 1927-1928 | 1945-1946       | 95     |
| 1º      | Serie A             | 92             | 1929-1930 | 2024-2025       | 95     |
| 2º      | Serie B             | 1              | 1951-1952 | 1951-1952       | 1      |

#### Coppe
Di seguito la partecipazione della Roma alle coppe.
| Competizione                  | Partecipazioni | Debutto   | Ultima stagione | Totale |
| ----------------------------- | -------------- | --------- | --------------- | ------ |
| Coppa Italia                  | 76             | 1935-1936 | 2024-2025       | 76     |
| Supercoppa italiana           | 6              | 1991      | 2010            | 6      |
| Coppa dei Campioni            | 1              | 1983-1984 | 1983-1984       | 13     |
| UEFA Champions League         | 12             | 2001-2002 | 2018-2019       | 13     |
| Coppa delle Coppe UEFA        | 6              | 1969-1970 | 1991-1992       | 6      |
| Coppa delle Fiere             | 7              | 1958-1960 | 1965-1966       | 7      |
| Coppa UEFA                    | 12             | 1975-1976 | 2005-2006       | 21     |
| UEFA Europa League            | 9              | 2009-2010 | 2024-2025       | 21     |
| UEFA Europa Conference League | 1              | 2021-2022 | 2021-2022       | 1      |

### Primati e piazzamenti

#### A livello nazionale

I piazzamenti in Serie A della Roma

Il primo campionato a cui la Roma prese parte fu la Divisione Nazionale, nella stagione 1927-1928. La Roma ha partecipato al campionato di Serie A in 91 stagioni su 92, militando in B nel 1951-1952, inoltre, relativamente al girone unico, la squadra ha vinto per tre volte il titolo, si è classificata seconda per 14 volte e terza in sette occasioni, mentre il peggior piazzamento è il 19º posto del 1950-1951, costato l'unica retrocessione. Dal punto di vista dei gol, i Giallorossi per nove volte hanno presentato il miglior attacco e per sei la miglior difesa in Serie A.Con Liedholm in panchina, la formazione rimase imbattuta in campionato esattamente per un anno: dal 23 novembre 1980 (Cagliari-Roma 1-0) al 22 novembre 1981 (Inter-Roma 3-2), in trenta partite ripartì equamente vittorie e pareggi (per un totale di 45 punti). Dal 21 dicembre 2005 al 26 febbraio 2006, totalizzò undici vittorie consecutive (battendo il precedente di dieci condiviso da Bologna, Juventus e Milan): la striscia venne fermata dall'Inter, che nel torneo seguente ha migliorato il record portandolo a 17 successi. Nella stagione 2013-2014, ha realizzato il punteggio pieno nei primi dieci turni: è stato così battuto il precedente record della Juventus, la quale aveva ottenuto 27 punti in nove giornate nel 2005-2006.

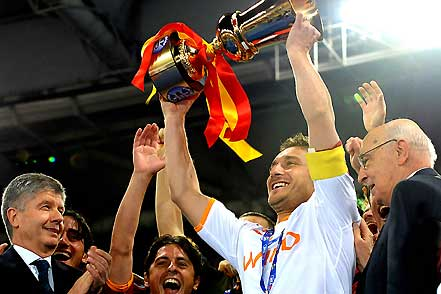
Francesco Totti con la nona Coppa Italia della storia romanista

A livello di coppe nazionali la Roma ha disputato 17 finali di Coppa Italia (con nove vittorie) e sei finali di Supercoppa italiana (con due vittorie). È una delle squadre ad avere vinto la coppa nazionale per due anni di fila (edizioni 1979-1980 e 1980-1981 e 2006-2007 e 2007-2008). La squadra incontrata più frequentemente in finale di Coppa Italia è l'Inter (due vittorie, tre sconfitte). Singolarmente, pur essendo i due club che vantano il maggior numero di trofei vinti, Roma e Juventus non si sono mai affrontate direttamente in finale di tale competizione. Il club ha partecipato alla Supercoppa italiana sei volte; di queste tre volte vi è giunta come vincitrice della Coppa Italia (1991, 2007 e 2008) e una come detentrice dello scudetto (2001).
La Primavera della Roma è una delle più vincenti a livello nazionale: in totale sono otto i Campionati Primavera vinti dalla Roma (1972-1973, 1973-1974, 1977-1978, 1983-1984, 1989-1990, 2004-2005, 2010-2011, 2015-2016), al terzo posto per numero di titoli nazionali conquistati, dietro a Torino e Inter. La Roma Primavera è una delle quattro squadre ad aver vinto due volte consecutivamente tale campionato, le altre sono il già citato Torino, Perugia e Lecce.
La squadra Primavera giallorossa è anche al terzo posto, a parimerito con l'Inter, per numero di Coppa Italia Primavera conquistate, con sei vittorie (1973-1974, 1974-1975, 1993-1994, 2011-2012, 2016-2017 e 2022-2023), e al primo posto a parimerito con Juventus e Fiorentina, per numero di Supercoppe Primavera, con tre vittorie (2012, 2016 e 2023). Da ricordare inoltre nove titoli di Campionato Nazionale Under-17 (1980-1981, 1982-1983, 1992-1993, 1998-1999, 2009-2010, 2014-2015, 2017-2018, 2020-2021, 2022-2023), che la mettono al primo posto, per numero di vittorie, due Supercoppe Under-17 (2015, 2018), due Campionati Under-16 (2021-2022, 2022-2023), sei titoli di Campionato Nazionale Under-15 (1986-1987, 1995-1996, 1998-1999, 2006-2007, 2013-2014, 2018-2019)  e una Supercoppa Under-15 (2019). Infine la sezione femminile nella stagione 2015-2016 ha vinto il Torneo delle Regioni CONI e la Danone Cup.

#### A livello internazionale

Roberto Pruzzo segna il gol dell'1-1 nella Finale della Coppa dei Campioni 1983-1984, giocata contro il Liverpool.

La squadra ha partecipato ai tornei ufficiali dell'Union of European Football Associations (UEFA) 39 volte e alla Coppa delle Fiere sette. In ambito internazionale, la compagine affrontata il maggior numero di volte è il Real Madrid (nove scontri diretti). La formazione giallorossa ha disputato un totale di quattro finali in competizioni UEFA: una è stata giocata in Coppa dei Campioni (persa contro il Liverpool), una in Coppa UEFA (persa contro l'Inter), una in UEFA Conference League (vinta contro il Feyenoord) e una in UEFA Europa League (persa contro il Siviglia). Ha partecipato ad una delle cinque finali tra due squadre italiane nella storia delle competizioni gestite dalla UEFA.
Inoltre la Roma ha partecipato, vincendola, alla finale della Coppa delle Fiere del 1961, trofeo non riconosciuto dalla UEFA. 
I Giallorossi il 10 aprile 2007 e il 21 ottobre 2014 hanno subito le sconfitte più pesanti di una squadra italiana avvenuta nella fase finale della Champions League, venendo battuti per 1-7 dal Manchester Utd all'Old Trafford e dal Bayern Monaco allo stadio Olimpico di Roma. Tali sconfitte, però, non rappresentano il primato negativo per i Lupi nelle competizioni europee, la Roma è stata infatti superata per 0-8 negli ottavi di finale di Coppa dell'Europa Centrale 1935 dagli ungheresi del Ferencváros nell'incontro disputato a Budapest.
Il 10-1 inflitto ai turchi dell'Altay Izmir nella gara di ritorno, disputata all'Olimpico di Roma, per i sedicesimi della Coppa delle Fiere 1962-1963, rappresenta invece la vittoria più larga mai conseguita da un club italiano nelle competizioni europee, sia esse organizzate dall'UEFA o meno. Limitandosi alle sole coppe europee organizzate dall'UEFA, si segnala il 7 a 0 con il quale i Giallorossi si sono imposti al Gorica nella gara di ritorno, disputata a Roma, del primo turno della Coppa UEFA 2000-2001, e lo stesso punteggio inflitto ai portoghesi del Vitória Setúbal nella gara di andata giocata a Roma, valevole per il primo turno della Coppa UEFA 1999-2000.
Nella classifica mondiale dei club ("Club World Ranking"), stilata dall'International Federation of Football History & Statistics (IFFHS) e aggiornata al 2021, la Roma occupava il 18º posto, risultava in 38ᵃ posizione nella "IFFHS Best World Club of the Decade 2011-2020" e nel 1991 termina in testa alla classifica mondiale di rendimento delle società calcistiche, stilata sempre dall'IFFHS.
La Roma ha partecipato per 19 volte al girone autunnale delle coppe (Champions League, Europa League e Conference League), ottenendo la qualificazione in 13 occasioni: nelle restanti quattro è stata invece eliminata, con un ripescaggio in Europa League nel 2014-2015. Limitandosi al più prestigioso torneo internazionale calcistico in Europa per squadre di club, i Lupi hanno conquistato le semifinali nella Coppa dei Campioni 1983-1984 (disputando poi la relativa finale) e nella Champions 2017-2018; nelle edizioni 2001-2002 e 2002-2003 della Champions ha superato anche una seconda fase sempre a gironi. I Capitolini hanno disputato per quattro volte i turni preliminari, con un bilancio di due qualificazioni e due eliminazioni (la seconda delle quali, nel 2016-2017, ha portato all'ammissione in Europa League).
Per quanto riguarda le competizioni giovanili, nel 1980 è stato conquistato il primo trofeo dalla Roma Primavera, il Blue Stars/FIFA Youth Cup, del quale ha vinto anche l'edizione 1983; da citare inoltre le tre vittorie al Torneo di Viareggio (1981, 1983, 1991) che pongono i Giallorossi all'ottavo posto per numero di edizioni vinte. Infine la sezione femminile nella stagione 2015-2016 ha vinto la Slovak Junior Cup.

### Partite-record della squadra

#### In competizioni nazionali

La Roma della stagione 1929-1930, annata del 9-0 alla Cremonese, vittoria con il massimo scarto in campionato italiano dei giallorossi

Di seguito le partite-record della Roma in competizioni nazionali.
| Casa - Vittoria con il massimo scarto: 13 ottobre 1929: Roma-Cremonese 9-0 (2ª g. Serie A 1929-1930) - Sconfitta con il massimo scarto: 28 aprile 1946: Roma-Torino 0-7 (1ª g. Finali nazionali Serie A Divisione Nazionale 1945-1946) - Pareggio con il massimo numero di gol: 31 maggio 1964: Roma-Catania 4-4 (24ª g. Serie A 1963-1964) 20 ottobre 2007: Roma-Napoli 4-4 (8ª g. Serie A 2007-2008) | Trasferta - Vittoria con il massimo scarto: 11 maggio 1952: Reggiana-Roma 0-7 (33ª g. Serie B 1951-1952) - Sconfitta con il massimo scarto: 27 aprile 1930: Ambrosiana-Roma 6-0 (25ª g. Serie A 1929-1930) 6 marzo 1932: Juventus-Roma 7-1 (22ª g. Serie A 1931-1932) 22 ottobre 1950: Inter-Roma 6-0 (7ª g. Serie A 1950-1951) 30 gennaio 2019: Fiorentina-Roma 7-1 (Quarti di finale, gara unica Coppa Italia 2018-2019) - Pareggio con il massimo numero di gol: 27 gennaio 1935: Milan-Roma 4-4 (14ª g. Serie A 1934-1935) 30 aprile 2006: Chievo-Roma 4-4 (36ª g. Serie A 2005-2006) |

- Vittoria con il massimo scarto:
13 ottobre 1929: Roma-Cremonese 9-0 (2ª g. Serie A 1929-1930)
- Sconfitta con il massimo scarto:
28 aprile 1946: Roma-Torino 0-7 (1ª g. Finali nazionali Serie A Divisione Nazionale 1945-1946)
- Pareggio con il massimo numero di gol:
27 gennaio 1935:Milan-Roma 4-4 (14ª g. Serie A 1934-1935)
31 maggio 1964: Roma-Catania 4-4 (24ª g. Serie A 1963-1964)
30 aprile 2006: Chievo-Roma 4-4 (36ª g. Serie A 2005-2006)
20 ottobre 2007: Roma-Napoli 4-4 (8ª g. Serie A 2007-2008)

#### In competizioni internazionali

La Roma della stagione 1962-1963, annata del 10-1 alla Altay, vittoria con il massimo scarto in competizioni internazionali della Lupa

Di seguito le partite-record della Roma in competizioni internazionali.
| Casa - Vittoria con il massimo scarto: 7 novembre 1962: Roma-Altay 10-1 (Sedicesimi di finale, gara di ritorno Coppa delle Fiere 1962-1963) - Sconfitta con il massimo scarto: 21 ottobre 2014: Roma-Bayern Monaco 1-7 (Fase a gironi, 3ª g. UEFA Champions League 2014-2015) - Pareggio con il massimo numero di gol: 26 aprile 1961: Roma-Hibernian 3-3 (Semifinale, gara di ritorno Coppa delle Fiere 1960-1961) | Trasferta - Vittoria con il massimo scarto: 6 agosto 2009: Gent-Roma 1-7 (Terzo Turno Preliminare, gara di ritorno Europa League 2009-2010) - Sconfitta con il massimo scarto: 22 giugno 1935: Ferencváros-Roma 8-0 (Ottavi di finale, gara di ritorno Coppa dell'Europa Centrale 1935) - Pareggio con il massimo numero di gol: 20 ottobre 2015: Bayer Leverkusen-Roma 4-4 (Fase a gironi, 3ª g. UEFA Champions League 2015-2016) |

- Vittoria con il massimo scarto:
7 novembre 1962: Roma-Altay 10-1 (Sedicesimi di finale, gara di ritorno Coppa delle Fiere 1962-1963)
- Sconfitta con il massimo scarto:
22 giugno 1935: Ferencváros-Roma 8-0 (Ottavi di finale, gara di ritorno Coppa dell'Europa Centrale 1935)
- Pareggio con il massimo numero di gol:
20 ottobre 2015: Bayer Leverkusen-Roma 4-4 (Fase a gironi, 3ª g. UEFA Champions League 2015-2016)

### Partite centenarie
Di seguito le partite centenarie.
| Numero | Data              | Incontro        | Risultato | Competizione |
| ------ | ----------------- | --------------- | --------- | ------------ |
| 100    | 6 luglio 1930     | Roma-Padova     | 8-0       | Serie A      |
| 500    | 3 maggio 1942     | Roma-Triestina  | 0-0       | Serie A      |
| 1000   | 31 marzo 1957     | Roma-Inter      | 0-0       | Serie A      |
| 1500   | 28 settembre 1969 | Roma-Inter      | 2-1       | Serie A      |
| 2000   | 21 novembre 1982  | Roma-Fiorentina | 3-1       | Serie A      |
| 2500   | 21 novembre 1993  | Lecce-Roma      | 0-2       | Serie A      |
| 3000   | 5 dicembre 2004   | Brescia-Roma    | 0-1       | Serie A      |
| 3500   | 29 ottobre 2014   | Roma-Cesena     | 2-0       | Serie A      |

### Piazzamenti-record della squadra in Serie A

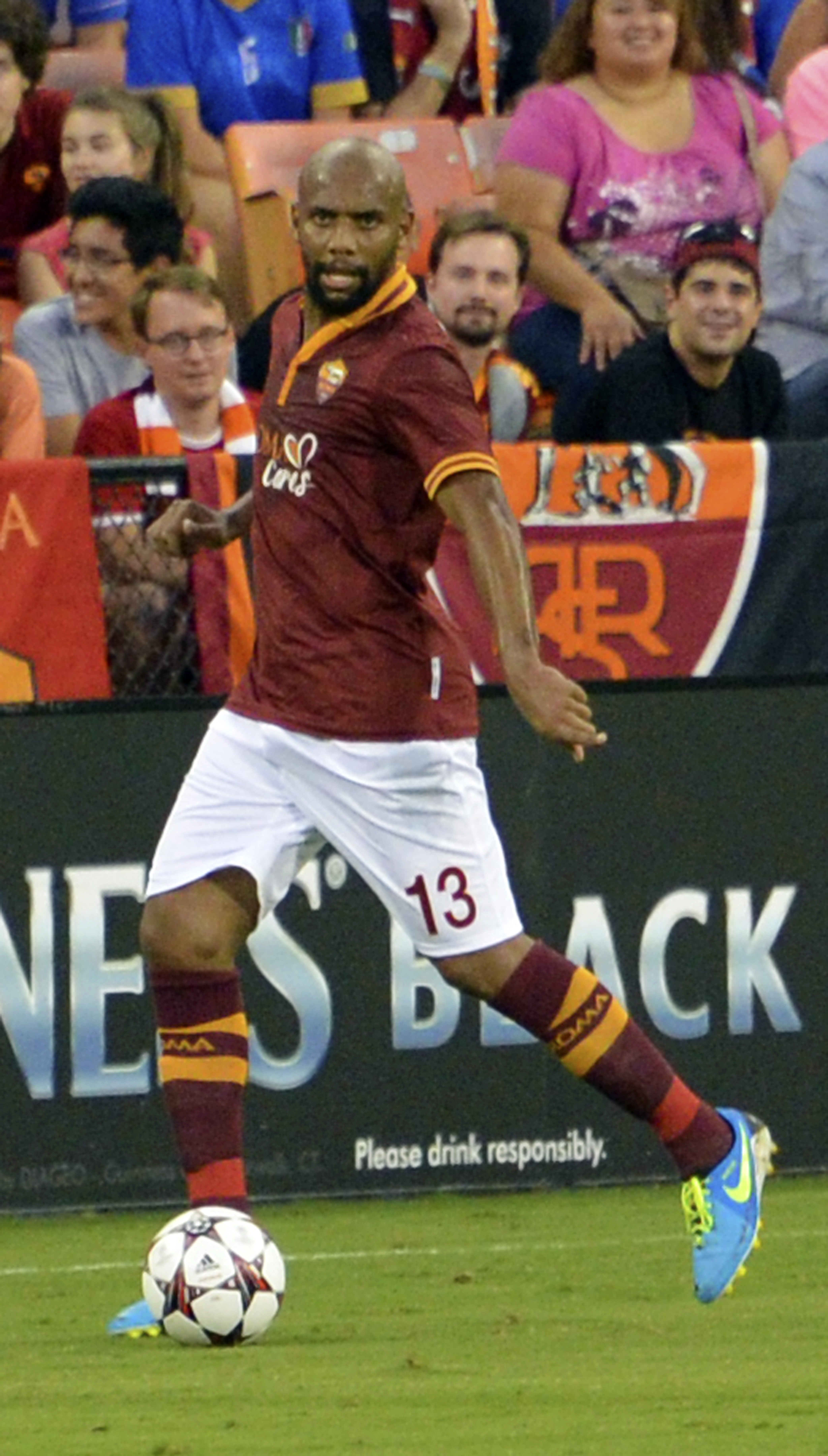
Maicon in azione nella stagione 2013-2014, annata con il maggior numero di vittorie iniziali consecutive

Di seguito i piazzamenti-record della Roma in Serie A.
| Punti - Maggior numero di punti in un campionato: - Vittoria da 2 punti: A 16 squadre: 43 (1982-1983). A 18 squadre: 51 (1930-1931). A 20 squadre: 33 (1946-1947). A 21 squadre: 35 (1947-1948). - Vittoria da 3 punti: A 18 squadre: 75 (2000-2001). A 20 squadre: 87 (2016-2017). - Minor numero di punti in un campionato: - Vittoria da 2 punti: A 16 squadre: 24 (1972-1973). A 18 squadre: 29 (1963-1964). A 20 squadre: 28 (1950-1951). A 21 squadre: 35 (1947-1948). - Vittoria da 3 punti: A 18 squadre: 41 (1996-1997). A 20 squadre: 45 (2004-2005). - Maggior punti di vantaggio sulla seconda classificata (con la Roma campione d'Italia come riferimento): 4 (1982-1983). | Reti - Maggior numero di reti segnate in un campionato: A 16 squadre: 63 (1934-1935). A 18 squadre: 87 (1930-1931). A 20 squadre: 90 (2016-2017). A 21 squadre: 54 (1947-1948). - Minor numero di reti segnate in un campionato: A 16 squadre: 23 (1972-1973). A 18 squadre: 33 (1988-1989). A 20 squadre: 41 (1946-1947). A 21 squadre: 54 (1947-1948). - Maggior numero di reti subite in un campionato: A 16 squadre: 50 (1942-1943). A 18 squadre: 53 (1959-1960). A 20 squadre: 58 (2004-2005). A 21 squadre: 70 (1947-1948). - Minor numero di reti subite in un campionato: A 16 squadre: 15 (1974-1975). A 18 squadre: 19 (2003-2004). A 20 squadre: 25 (2013-2014). A 21 squadre: 70 (1947-1948). |

- Maggior numero di vittorie in un campionato:
A 16 squadre: 19 (1985-1986).
A 18 squadre: 22 (1930-1931, 2000-2001).
A 20 squadre: 28 (2016-2017).
A 21 squadre: 13 (1947-1948).
- Minor numero di vittorie in un campionato:
A 16 squadre: 6 (1972-1973, 1975-1976).
A 18 squadre: 9 (1963-1964).
A 20 squadre: 10 (1950-1951).
A 21 squadre: 13 (1947-1948).
- Maggior numero di pareggi in un campionato:
A 16 squadre: 18 (1970-1971).
A 18 squadre: 15 (1954-1955, 1964-1965).
A 20 squadre: 13 (2014-2015).
A 21 squadre: 9 (1947-1948).
- Minor numero di pareggi in un campionato:
A 16 squadre: 3 (1938-1939, 1985-1986).
A 18 squadre: 6 (1929-1930).
A 20 squadre: 3 (2016-2017).
A 21 squadre: 9 (1947-1948).
- Maggior numero di sconfitte in un campionato:
A 16 squadre: 14 (1942-1943).
A 18 squadre: 14 (1963-1964).
A 20 squadre: 20 (1950-1951).
A 21 squadre: 18 (1947-1948).

- Minor numero di sconfitte in un campionato:
A 16 squadre: 2 (1980-1981).
A 18 squadre: 2 (2001-2002).
A 20 squadre: 4 (2015-2016).
A 21 squadre: 18 (1947-1948).
- Maggior numero di vittorie iniziali consecutive:
10 (2013-2014).
- Maggior numero di vittorie consecutive:
11 (tra la 17ª e la 27ª giornata del 2005-2006).
- Maggior numero di pareggi consecutivi:
7 (tra la 2ª e l'8ª giornata del 1955-1956).
- Maggior numero di sconfitte consecutive:
5 (tra la 25ª e la 29ª giornata del 1950-1951).
- Più lunga serie positiva di partite (senza sconfitte):
30 (tra la 8ª giornata del 1980-1981 e l'8ª giornata del 1981-1982).
- Più lunga serie negativa di partite (senza vittorie):
12 (tra la 20ª giornata del 1975-1976 e la 1ª giornata del 1976-1977).

## Statistiche e record individuali

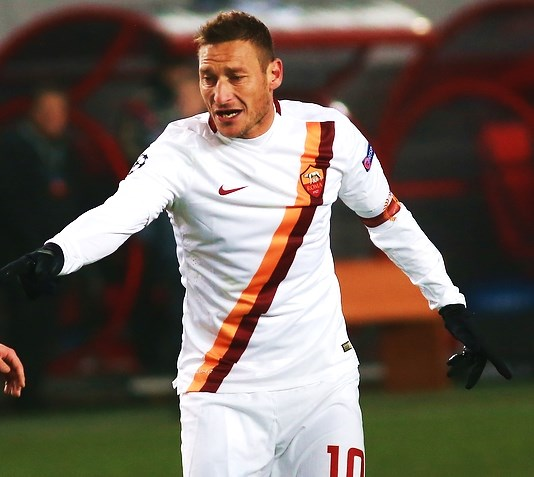
Francesco Totti

Il giocatore che detiene il maggior numero di presenze con la maglia della Roma in Serie A è Francesco Totti con 619 apparizioni. Totti è anche il detentore del maggior numero di presenze in assoluto con la casacca giallorossa, 786, divise tra Serie A (619), Coppa Italia (59), coppe europee (103) e Supercoppa italiana (5), e del maggior numero di stagioni da capitano della squadra capitolina (19).
Francesco Totti è il miglior marcatore della storia romanista (307 reti) oltreché del derby di Roma con 11 reti, a pari merito con Dino da Costa; il romano è stato il più longevo marcatore della UEFA Champions League, grazie alla rete contro il CSKA Mosca del 25 novembre 2014 segnata all'età di 38 anni e 59 giorni; si trova inoltre al secondo posto della classifica dei marcatori della Serie A di tutti i tempi con 250 reti.
Il precedente record di marcature giallorosse nella massima serie italiana apparteneva a Roberto Pruzzo con 106 reti, il quale è anche il calciatore che ha vinto il maggior numero di volte la classifica marcatori della Serie A con la maglia della Roma (1980-1981, 1981-1982 e 1985-1986).

### Videografia
- Manuela Romano (a cura di), La storia della A.S. Roma (10 DVD-Video), Corriere dello Sport, Rai Trade, 2006.